# Open de Moselle 2008
L'Open de Moselle 2008 è stato un torneo di tennis giocato sul cemento indoor.
È stata la 6ª edizione dell'Open de Moselle,
che fa parte della categoria International Series nell'ambito dell'ATP Tour 2008.
Si è giocato all'Arènes de Metz di Metz in Francia,
dal 20 settembre al 5 ottobre 2008.

## Campioni

### Singolare
Dmitrij Tursunov ha battuto in finale  Paul-Henri Mathieu con il punteggio di 7–6(6), 1–6, 6–4

### Doppio
Arnaud Clément /  Michaël Llodra hanno battuto in finale  Mariusz Fyrstenberg /  Marcin Matkowski con il punteggio di 5–7, 6–3, 10–8